# رصدخانه نجومی دانشگاه کازان
رصدخانه نجومی دانشگاه کازان (انگلیسی: Astronomical Observatory of Kazan University) یک رصدخانه نجومی روسی است که در شهر کازان، در ارتفاع ۷۵ متری از سطح دریا واقع شده است. این رصدخانه بر اساس دپارتمان نجوم دانشگاه کازان تأسیس شده است که در سال ۱۸۱۰ توسط یوزف یوهان فون لیترو تأسیس شد. این رصدخانه به‌عنوان یک شیء میراث فرهنگی با اهمیت فدرال در روسیه شناخته می‌شود. در تاریخ ۱۹ سپتامبر ۲۰۲۳، رصدخانه به فهرست میراث جهانی یونسکو اضافه شد.

## تاریخچه
دپارتمان نجوم دانشگاه امپریال کازان در سال ۱۸۱۰ توسط یوزف یوهان لیترو تأسیس شد. در تاریخ ۱۱ نوامبر ۱۸۱۴، مشاهدات در یک رصدخانه کوچک (ساخت موقت) بالای دروازه‌سنگی دانشگاه در باغ گیاه‌شناسی آغاز شد. در سال ۱۸۲۲، رصدخانه به‌طور موقت در یک گالری چوبی (بخشی از آپارتمان ای.م. سیمونوف) قرار گرفت. در سال ۱۸۲۷، حیاط دانشگاه به‌عنوان محل دائمی رصدخانه انتخاب شد و در سال ۱۸۳۳ ساخت ساختمان رصدخانه آغاز گردید. در سال ۱۸۳۵، یک تلسکوپ شکستی ۲۳ سانتی‌متری (۹ اینچی) از کارگاه یوزف فون فراون‌هوفر سفارش داده شد.
در سال ۱۸۳۷، ساختمان رصدخانه دائمی تکمیل شد و در ژوئن همان سال، اولین مشاهدات در آن انجام گرفت. در سال ۱۸۳۸، یک تلسکوپ ۹ اینچی شکستی در برج اصلی کاملاً متحرک نصب شد. تاریخ رسمی تولد رصدخانه دانشگاهی کازان ۱۳ آوریل ۱۸۳۸ است، زمانی که مشاهدات دائمی (بر روی دایره مرidian وین) در ساختمان جدید رصدخانه آغاز گردید.
در تاریخ ۲۳ فوریه ۱۸۸۵، یک سرویس زمان راه‌اندازی شد: ساعتی که زمان دقیق کازان را نشان می‌داد در پنجره دپارتمان نصب شد.
از سال ۱۹۲۵ تا ۱۹۴۶، به همراه دپارتمان نجوم، دپارتمان زمین‌سنجی وجود داشت که از سال ۱۹۳۷ به دپارتمان ژئودزی و گرانی‌سنجی تغییر نام یافت. این دپارتمان در زمان‌های مختلف توسط افراد مختلفی رهبری می‌شد از جمله ک.ک. دوبروفسکی (۱۹۲۵–۱۹۳۱)، آ.آ. یاکووکین (۱۹۳۱–۱۹۳۷)، ای.آ. دیوکوف (۱۹۳۷–۱۹۴۱)، آ.د. دوبیاگو (۱۹۴۱–۱۹۴۶). دپارتمان نجوم از اواخر دهه ۳۰ به دپارتمان آستروترونومی تغییر نام داده بود و به‌طور موقت توسط و.آ. بارانوف (۱۹۳۷–۱۹۴۱) و ای.آ. دیوکوف (۱۹۴۱–۱۹۴۷) هدایت می‌شد.
علاوه بر این، از سال ۱۹۳۹ تا ۱۹۴۷ و سپس از سال ۱۹۵۱ تا ۱۹۵۴ دپارتمان اخترفیزیک تحت رهبری د.ی. مارتینوف وجود داشت و از سال ۱۹۴۵ دپارتمان نجوم نظری تحت رهبری آ.د. دوبیاگو تأسیس شد. در سال ۱۹۴۷، به دلیل تعداد ناکافی دانشجویان، چهار دپارتمان نجوم به یک دپارتمان واحد به نام دپارتمان نجوم تحت سرپرستی استاد ای.آ. دیوکوف ادغام شدند.
در تاریخ ۴ مه ۱۹۸۳، در کازان، وی. کاپکوف اولین مشاهده موفقیت‌آمیز از اختفا یک ستاره با قدر ۸٫۶ توسط سیارک پالاس را انجام داد. این اولین مشاهده قابل‌اعتماد از اختفای یک ستاره توسط سیارک در خاک روسیه و چهارمین بار در مرزهای اتحاد جماهیر شوروی بود.
در تاریخ ۱۹ سپتامبر ۲۰۲۳، این رصدخانه در فهرست میراث جهانی ثبت شد.